# コダック・ポラロイド特許権侵害訴訟
コダック・ポラロイド特許権侵害訴訟とは、ポラロイドが、コダックが生産していたインスタントフィルムが自社の特許を侵害していると主張して、告訴した裁判である。

## 背景
1976年にコダックはインスタントフィルムと対応するカメラを発売したが、ポラロイドは自社の保有する12件の特許を侵害されたとして告訴した。

## 争点
コダックの販売する類似の構造のインスタントフィルムがポラロイドの保有する特許に抵触するかどうかが争点になった。コダックは1963年から1969年の期間にポラロイドの製品を生産していた時期があり、原理や生産に関するノウハウを知っていた。

## 結論
14年間の法的争いの後、12件の特許侵害のうち7件の侵害が認められ、最終的に1991年にコダックはポラロイドに総額9億9,900万ドル（利子付きで9億2,500万ドル）を支払うように命令された。

## 影響
コダックはインスタントフィルムの市場から撤退を余儀なくされた。1981年、ポラロイドの特許権が消滅してから富士フイルムがフォトラマでインスタントフィルム市場に参入した。当時のフォトラマはコダック製のカメラでも撮影できる仕様になっていた。